# Chamaeza mollissima
El tovacá barrado (Chamaeza mollissima), también denominado chululú de barras, rasconzuelo barreteado (en Ecuador), rasconzuelo barrado (en Perú) o tovaca barrada (en Colombia), es una especie de ave paseriforme perteneciente al género Chamaeza de la familia Formicariidae. Es nativa de la región andina del noroeste de América del Sur.

## Distribución y hábitat
Se distribuye en dos zonas disjuntas, en el sur de Colombia, Ecuador y norte de Perú y en el sureste de Perú y norte de Bolivia.
Vive en el suelo o a baja altura en el nivel inferior del bosque montano alto de la vertiente oriental de los Andes, entre los 1 800 y 3 000 m de altitud, donde es rara y local.

## Descripción
Mide 20 a 21 cm de longitud. El plumaje de las partes superiores es de color castaño, con la grupa rojiza rufa; la región loral es blancuzca; presenta estrías blancas jaspeadas en la cara; las partes inferiores son blancas con denso barreteado pardo oscuro y los flancos rojizos rufos.

## Sistemática

### Descripción original
La especie C. mollissima fue descrita por primera vez por el ornitólogo británico Philip Lutley Sclater en 1855 bajo el mismo nombre científico; localidad tipo «Santa Fe de Bogotá, Colombia.»

### Taxonomía
Las aves de la Cordillera de Colán (norte de Perú) tienen el plumaje ligeramente intermediario entre la nominal y yungae.

### Subespecies
Según la clasificación del Congreso Ornitológico Internacional (IOC) (Versión 7.1, 2017) y Clements Checklist v.2016, se reconocen 2 subespecies, con su correspondiente distribución geográfica:
- Chamaeza mollissima mollissima Sclater, 1855 – Colombia en el alto valle del Cauca y alto valle del Magdalena, y al sur en la pendiente oriental de los Andes (desde el este de  Nariño, posiblemente desde Meta) hasta el norte de Perú (norte del río Marañón, también al sur en la Cordillera de Colán).
- Chamaeza mollissima yungae Carriker, 1935 – desde el sureste de Perú (Cordillera de Vilcabamba, en Cuzco) hasta el centro de Bolivia (yungas de Cochabamba).